# Texas (grup)
Texas és un grup de rock alternatiu provinent de Bearsden, prop de Glasgow, Escòcia. Va ser fundat per Johnny McElhone (excomponent de bandes com Altered Images o Hipsway) el 1986, i per la debutant Sharleen Spiteri com a vocalista principal. Van fer el seu primer concert en març de 1988 a la Universitat de Dundee. Van prendre la seua denominació del film de Wim Wenders Paris, Texas, estrenat el 1984.
Van llançar el seu primer disc, Southside el 1989, amb el single "I Don't Want a Lover", el qual va esdevenir un èxit mundial, col·locant-se el vuitè a la llista britànica d'UK Singles Charts, així com en altres del continent europeu. Southside va debutar com a número tres al Regne Unit i com a vuitanta-vuit al US Billboard 200. Tot i l'èxit obtingut, els següents treballs Mothers Heaven i Ricks Road no van gaudir d'aquesta rebuda al Regne Unit, on entrarien dins del top-quaranta.
El 1996 publiquen White on Blonde, que seria un dels àlbums més venuts dels Texas. Fins a la data, ha aconseguit sis discos de platí al Regne Unit, un honor que també assoliria el recopilatori The Greatest Hits. Posteriorment, The Hush també va tindre cert èxit, tot debutant al número u al Regne Unit. Sumaria tres discos de platí.
La seua trajectòria continua amb dos discos d'estudi, Careful What You Wish For el 2003, i Red Book el 2005, ambdós certificats amb el reconeixement de disc d'or a les Illes Britàniques. El 2003 es va comprovar que fins eixe moment, els escocesos havien venut fins a 20 milions de còpies dels seus cinc discos d'estudi. Després del llançament de Red Book i de la successiva gira, Texas va entrar en un període de hiat. La cantant Sharleen Spiteri va aprofitar l'aturada per publicar un disc en solitari, Melody el 2008.
El seu novè àlbum d'estudi, Jump on Board, publicat el maig de 2017, va entrar al top-ten a les llistes d'àlbums a Bèlgica i França, mentre que el seu desè àlbum d'estudi, Hi, llançat el maig de 2021, es va convertir en el seu àlbum amb més èxit al Regne Unit des de The Hush de 1999, debutant al número tres de la llista oficial d'àlbums del Regne Unit i número u a la llista d'àlbums independents del Regne Unit, i entrant al número u a la seva Escòcia natal.

## Membres
- Sharleen Spiteri, cantant i guitarra (1988—)
- Tony McGovern, veu i guitarra (1999—)
- Ally McErlaine, guitarra (1988—)
- Johnny McElhone, baix (1988—)
- Eddie Campbell, teclats (1991—)
- Michael Bannister, teclats (2005—)
- Neil Payne, percussió (2003—)

## Discografia
- Southside (1989)
- Mothers Heaven (1991)
- Ricks Road (1993)
- White on Blonde (1997)
- The Hush (1999)
- Careful What You Wish For (2003)
- Red Book (2005)
- The Conversation (2013)
- Jump On Board (2017)
- Hi (2021)